# Smok
Smok (nombre que proviene de Smok, un dragón del folclore polaco) es un género extinto de un gran arcosaurio depredador del Triásico tardío (fines del Noriense a principios del Rhaetiense; hace aproximadamente entre 205 a 200 millones de años) encontrado en la localidad de Lisowice (foso de arcilla de Lipie Śląskie) en Silesia, en el sur de Polonia. De Smok se hallaron restos tanto craneales como del esqueleto, incluyendo restos pélvicos y de las extremidades (húmero, fémur, vértebras caudales y del sacro, entre otros) que fueron encontrados en las proximidades del cráneo. Los restos craneales ya habían sido identificados antes en el área, en 2008 siendo tentativamente asignados a un dinosaurio terópodo debido a las características de la cavidad craneana y el hueso frontal. El resto de huesos fósiles se descubrió entre 2009 y 2010, siendo encontrados en tres acumulaciones sucesivas en las que no había otros elementos, de lo que se deduce que pertenecían a un solo individuo desarticulado. La única especie descrita es S. wawelski, cuyo nombre proviene de la Colina Wawel en Cracovia cerca de la cual se hallaron sus restos (y en donde habitaba su homónimo legendario). Con un cráneo de una longitud estimada de 48 a 57 centímetros, con maxilares grandes y robustos, dientes curvados y aserrados y una longitud corporal de hasta 6 metros de largo, debió de ser uno de los grandes depredadores de su época, siendo mayor que otros depredadores contemporáneos de Europa como el dinosaurio Liliensternus y los rauisuquios Polonosuchus y Teratosaurus, probablemente siendo un cazador de otros arcosaurios y dicinodontes hallados en el área.
En su descripción preliminar, Niedźwiedzki et al. (2011) no proveyeron una clasificación clara de Smok entre los arcosaurios; si bien posee características distintivas de este grupo, dado el alto grado de homoplasias, evoluciones convergentes y reversiones de características que se observa entre distintos grupos de arcosaurios del Triásico, es muy difícil resolver una posición filogenética en un grupo con una taxonomía muy inestable a lo que se añade que a la vez que comparte características craneales avanzadas de algunos terópodos y de los rauisuquios, posee características primitivas no halladas en esos dos grupos más derivados como la falta de neumatización del cráneo, por lo que se le considera un arcosaurio Incertae sedis (es decir, de posición incierta) hasta nuevos análisis más detallados de su anatomía y de la evolución de los arcosaurios primitivos.